# Union for the Co-ordination of Transmission of Electricity

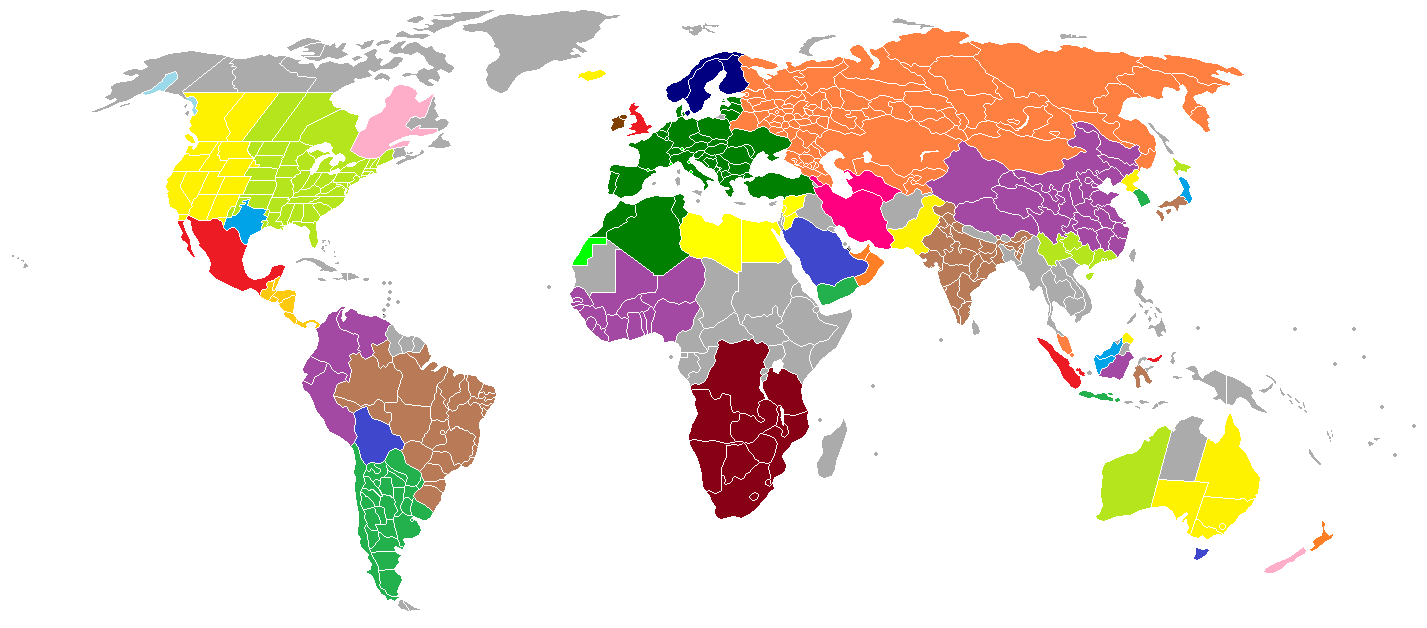
Mapa de les xarxes síncrones a Euràsia i la regió mediterrània

La Union for the Co-ordination of Transmission of Electricity (UCTE; català Unió per la Coordinació de la Transmissió d'Electricitat), també coneguda en anglès com a synchronous grid of Continental Europe o Continental Synchronous Area; i anteriorment coneguda com a UCTE grid, és la xarxa elèctrica síncrona més gran (per potència connectada) al món. Està interconnectada com un bloc monofase d'una sola xarxa elèctrica de freqüència de xarxa de 50 Hz que subministra a més de 400 milions de clients en 24 països, incloent la major part de la Unió Europea. El 2009, 667 GW estaven connectats a la xarxa, proporcionant aproximadament 80 GW de marge de capacitat restant. Els operadors operant aquesta xarxa van formar la Union for the Coordination of Transmission of Electricity (UCTE), ara part de l'European Network of Transmission System Operators for Electricity (ENTSO-E).